# Forten in het Verenigd Koninkrijk
In dit artikel wordt een (beperkt) aantal forten beschreven die in de 19e en 20e eeuw in het Verenigd Koninkrijk zijn gebouwd.
Rond 1870 zijn vier forten gebouwd om Portsmouth en Southampton, gelegen aan de zuidkust van Engeland, te beschermen. Dit zijn:
- Horse Sand
- No Man's Land
- St.Helen's
- Spitbank

Oostelijker hiervan is (ook rond 1870) Newhaven gebouwd. In de Eerste Wereldoorlog had Newhaven een belangrijke militaire positie, mede als aanvoerhaven voor de Britse troepen in Frankrijk. Newhaven werd dan ook sterk verdedigd. Dit in tegenstelling tot de Tweede Wereldoorlog, waarin Newhaven in eerste instantie slechts voor onderhoud van materieel diende. Binnen zeer korte tijd zag men echter het strategische belang in van Newhaven, en werd het fort weer volledig bemand, vergelijkbaar met de Eerste Wereldoorlog.
Met de dreiging van de Duitse vloot tijdens de Eerste Wereldoorlog werd besloten twee forten te bouwen aan de oostkust van Engeland, in de rivier de Humber op Bull Sands en Hail Sands:
- Bull Sand
- Haile Sand

## Maunsell-forten
Na de val van Frankrijk in de Tweede Wereldoorlog was het estuarium van de Theems een gemakkelijke toegang tot het hart van Londen. In de winter van 1941-1942 werd besloten vier marineforten te bouwen, die verdediging moesten bieden tegen bommenwerpers op weg naar Londen, en tegen Duitse Schnellbote. Deze forten werden ontworpen door Guy Maunsell. Ze hebben een bovenbouw op twee versterkte betonnen poten met een hoogte 18 meter en een diameter van 7,3 meter. In die poten waren de woonverblijven gevestigd. De forten waren een maand zelfvoorzienend.
Maunsell ontwierp tevens drie legerforten. Deze bestaan uit een staalconstructie van zeven torens, elk op vier betonnen poten en met elkaar verbonden met loopbruggen. De bouw was gelijkwaardig aan de anti-vliegtuigstellingen aan land met vijf schietstellingen (luchtafweergeschut) en één zoeklicht per toren. Deze hadden een hoogte van 25 meter.

## Na de oorlog
De forten werden in de loop van de jaren vijftig verlaten. Verscheidene forten zijn inmiddels opgeruimd, zoals Nore dat een gevaar was voor de scheepvaart. Spitbank is een toeristische attractie geworden. Red Sands werd in de jaren zestig gebruikt voor zeezenders, tot werd geoordeeld dat het toch binnen de territoriale wateren viel. Roughs Tower werd op 2 september 1967 bezet door Paddy Roy Bates die het onafhankelijke koninkrijk Sealand uitriep.